# Nätiskärs grynnorna
Nätiskärs grynnorna är en ö nära Stenskär i Nagu,  Finland.   Den ligger i Pargas stad i den ekonomiska regionen  Åboland  och landskapet Egentliga Finland. Ön ligger omkring 3 kilometer öster om Stenskär, omkring 18 kilometer sydost om Nagu kyrka,  43 kilometer söder om Åbo och 160 km väster om Helsingfors. Närmaste allmänna förbindelse är förbindelsebryggan vid Gullkrona som trafikeras av M/S Nordep och M/S Cheri.